# North Red River (Minnesota)
North Red River es un territorio no organizado ubicado en el condado de Kittson en el estado estadounidense de Minnesota. En el Censo de 2010 tenía una población de 0 habitantes y una densidad poblacional de 0 personas por km².

## Geografía
North Red River se encuentra ubicado en las coordenadas 48°46′4″N 97°7′1″O / 48.76778, -97.11694. Según la Oficina del Censo de los Estados Unidos, North Red River tiene una superficie total de 61.46 km², de la cual 60.73 km² corresponden a tierra firme y (1.18%) 0.73 km² es agua.

## Demografía
Según el censo de 2010, había 0 personas residiendo en North Red River.